# MacWorld Expo
MacWorld | iWorld — виставка-ярмарок та конференція присвячена платформі Apple Macintosh та продуктам для неї. Проводиться щороку у виставковому центрі IDG World Expo в Бостоні у січні. Перша виставка пройшла в 1985 році та була організована Пеггі Кілборном.

## Історія
Перша виставка пройшла в 1985 році в Сан-Франциско. Традиційно виставка проводиться щороку в Сан-Франциско в США на початку року.

## 2009
У 2009 році виставка пройшла з 5 по 9 січня. Це була остання виставка, в якій брала участь компанія Apple. В результаті від участі у виставці відмовилися деякі інші компанії, наприклад, Adobe, Belkin і пр. Існування виставки надалі під питанням.

## 2010
Захід відбувся з 9 по 13 лютого 2010 року в Сан-Франциско. У виставці взяли участь під три сотні різних компаній, на вирішення яких прийшло подивитися близько 30 тисяч чоловік. Вже під завісу заходу видання Macworld опублікувало свій традиційний список найцікавіших новинок. Тренд простежується дуже чітко — майже половина з них є додатками під iPhone.

## 2011
«MacWorld-2011» проходила з 26 по 29 січня 2011 року в Сан-Франциско.

## 2012
Виставку проводили протягом 26-28 січня. Напередодні початку реєстрації на конференцію, Macworld оголосила про зміну назви на Macworld | iWorld та про розширення тематики з фокусом на iOS пристроях.

## 2013
У 2013 році Macworld | iWorld виставку проведуть з 31 січня до 2 грудня.